# 胡連精密
胡連精密成立於1977年6月6日，主要致力於汽、機車端子等產品之開發。

## 簡介
胡連精密為一家台灣機械公司，主要專營汽機車電子連接器和一般連接器技術項目，為台灣車用端子零組件的重要領導廠商之一。

## 發展歷程
- 早期以幫裕隆汽車等車廠生產國產化零件而累積了不少模具開發的技術。
- 自1999年打入中國大陸市場，目前佔有比亞迪汽車50%以上供應訂單和長安汽車36%以上訂單，並且平均毛利都達25％以上。
- 2008年金融海嘯後，胡連精密受惠於汽車下鄉政策，反而營收反彈恢復極快，成為全球汽車業大衰退中少數全身而退的幸運公司。
- 目前胡連精密也開始有接單生產拋棄式雷射手術刀，跨入醫療產業作為汽車業不景氣時的第二市場。[1]
- 公司主要的獲利來源(五成以上)均來自中國大陸的大型車廠，因此，深受大陸景氣的影響，為降低對大陸市場的依賴，公司已積極開始開發東南亞市場，如越南等。[2]。